# Espacio exterior
El espacio exterior, espacio vacío, espacio sidéreo, espacio sideral o simplemente espacio, se refiere a las regiones relativamente vacías del universo fuera de las atmósferas de los cuerpos celestes. Se usa «espacio exterior» para distinguirlo del espacio aéreo y las zonas terrestres. El espacio exterior no está completamente vacío de materia (es decir, no es un vacío perfecto), sino que contiene una baja densidad de partículas, predominantemente gas hidrógeno, así como radiación electromagnética. Aunque se supone que el espacio exterior ocupa prácticamente todo el volumen del universo y durante mucho tiempo se consideró prácticamente vacío, o repleto de una sustancia denominada «éter», ahora se sabe que contiene la mayor parte de la materia del universo. Esta materia está formada por radiación electromagnética, partículas cósmicas, neutrinos (cuya masa es tan pequeña que viajan a velocidades cercanas a la de la luz), materia oscura (materia que compone casi el 90% de las galaxias, pero que no interactúa con la luz ni ha sido nunca observada) y la energía oscura. De hecho, cada uno de estos componentes contribuye en el universo al total de la materia, según estimaciones, en las siguientes proporciones aproximadas: 4,53 % de elementos pesados, 0,5 % de materia estelar, 0,3 % de neutrinos, aproximadamente 25 % de estrellas y aproximadamente 70 % de energía oscura, lo que da un total de 100,33 %, por lo que sobra un 0,33 % sin estimar. La naturaleza física de estas últimas es aún apenas conocida. Solo se conocen algunas de sus propiedades por los efectos gravitatorios que imprimen en el período de revolución de las galaxias, por un lado, y en la expansión acelerada del Universo o inflación cósmica, por el otro.

## Primeras observaciones
Los antiguos filósofos griegos debatieron la existencia del vacío o de la nada. La teoría atomista (en la que destacaban Leucipo y Demócrito) sostenía la idea de una infinidad de átomos moviéndose en un vacío infinito. Por su parte, Platón era escéptico sobre la existencia del vacío. En su diálogo Timeo (58d), menciona que «existe un tipo más translúcido [que el aire] al que se le llama éter (αίθηρ)». Aristóteles, que había sido alumno de Platón, estaba de acuerdo en este punto con su mentor. En su libro Sobre el cielo introdujo un nuevo elemento en el sistema de los cuatro elementos clásicos. Este elemento estaba localizado en las regiones celestiales y en los cuerpos celestes y no tenía ninguna de las cualidades que poseían los elementos clásicos terrestres. No era ni caliente ni frío, ni húmedo ni seco. Con esta adición, el sistema de elementos se extendió a cinco, y más tarde los comentaristas comenzaron a referirse a él como la quinta esencia.
Los filósofos escolásticos medievales concedieron cambios de densidad del éter, en los que los cuerpos de los planetas eran considerados más densos que el medio que llenaba el resto del universo. En la China del siglo II, el astrónomo Zhang Heng aseguró que el espacio es infinito y se extiende más allá del Sol y las estrellas.
Ya en el siglo XVII, el filósofo francés René Descartes argumentaba que el espacio exterior debía estar ocupado completamente de materia. En el siglo XV, el teólogo alemán Nicolás de Cusa especuló que el universo no tenía centro ni circunferencia. El filósofo y teólogo italiano Giordano Bruno defendió el modelo heliocéntrico de Copérnico y afirmó que el universo era homogéneo, compuesto por los cuatro elementos. Además, se adhería a la teoría atomista. Galileo Galilei sabía que el aire tiene masa y que por lo tanto está sujeto a la gravedad. En el año 1640 demostró que una fuerza establecida se resiste a la formación de un espacio vacío. Para 1643 Torricelli creó un aparato para producir un vacío parcial; este descubrimiento dio lugar al primer barómetro de mercurio y en la época fue una sensación científica entre los europeos. El matemático Blaise Pascal estudió el barómetro y calculó detalles para conocer la presión del aire. En el año 1650 el científico alemán Otto von Guericke construyó la primera bomba de vacío, con la cual concluyó que la atmósfera rodea al planeta Tierra, donde la densidad baja gradualmente cuanto más altitud existe.

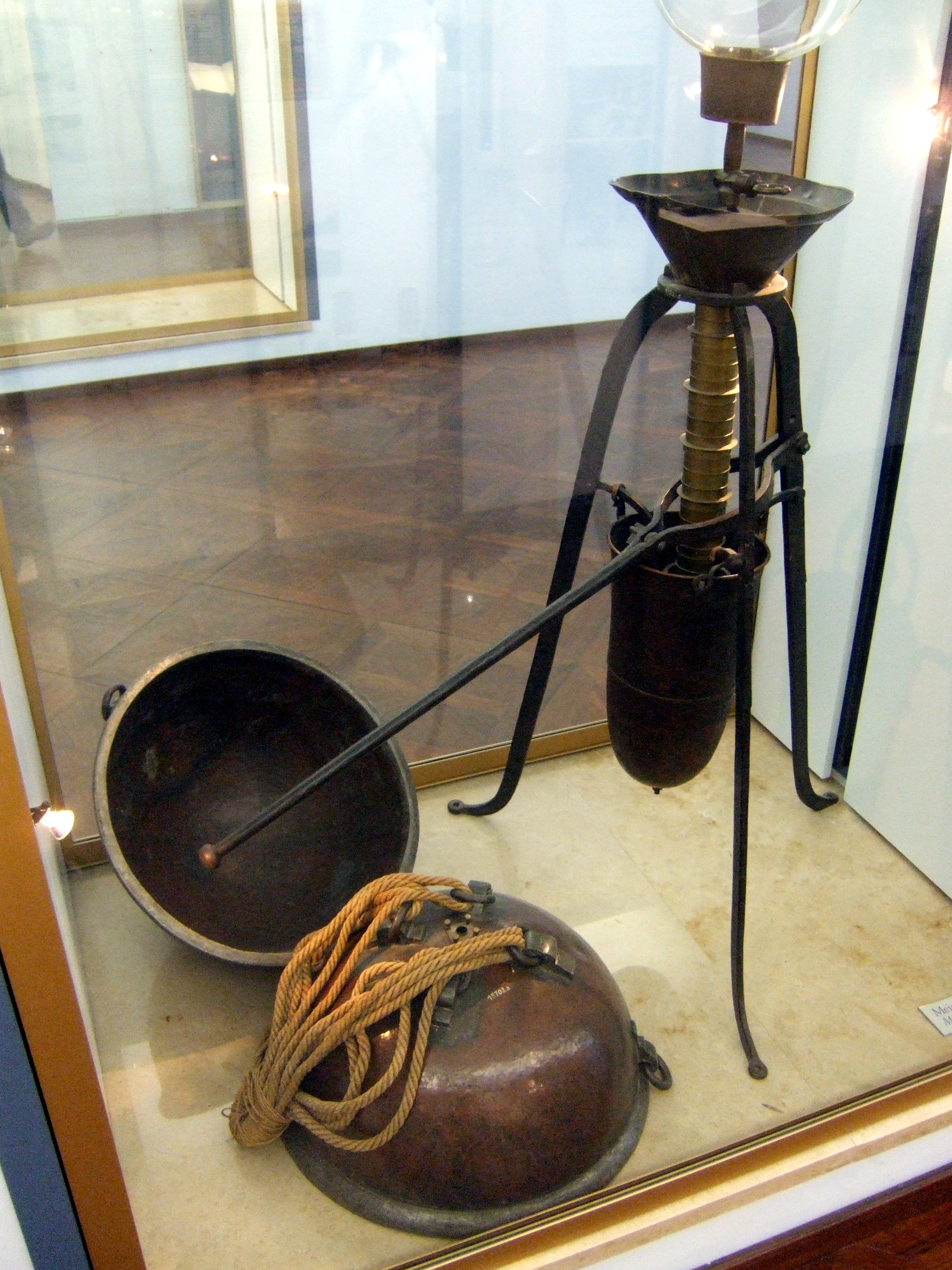
Bomba de vacío de Otto von Guericke (arriba a la derecha).

El concepto de que el espacio del universo está ocupado por el éter, continuó hasta el siglo XX; la sustancia fue vista por mucho como el medio por el cual la luz se transporta en el espacio. Tras varias pruebas e investigaciones, la teoría de la relatividad especial de Albert Einstein reemplazó las ideas anteriores: esta teoría expone que la velocidad de la luz en el vacío es constante y no cambia según la ubicación del observador.
El astrónomo inglés Thomas Digges respaldó la teoría del universo infinito, a pesar de que por los años 1938 no existía una medida definida de su tamaño. Fue el astrónomo alemán Friedrich Bessel quien encontró que la estrella 61 Cygni se hallaba a 10 años luz de distancia de la Tierra. En 1923 Edwin Hubble calculó la distancia de la galaxia Andrómeda. El científico suizo Charles É. Guillaume hizo una medición estimada de la temperatura del universo, y la situó entre 5 y 6 K. Más adelante se efectuaron cálculos similares que arrojan 3.18 K y en el año 1933 el alemán Erich Regener definió una temperatura de 2.8 K basándose en la energía de los rayos cósmicos. El concepto moderno de espacio exterior se originó en la teoría del Big Bang, que propone que el universo fue creado a partir de una forma compacta muy densa, en la que la energía inicial ha ido decreciendo con el tiempo y perdiendo densidad.

## Formación y estado

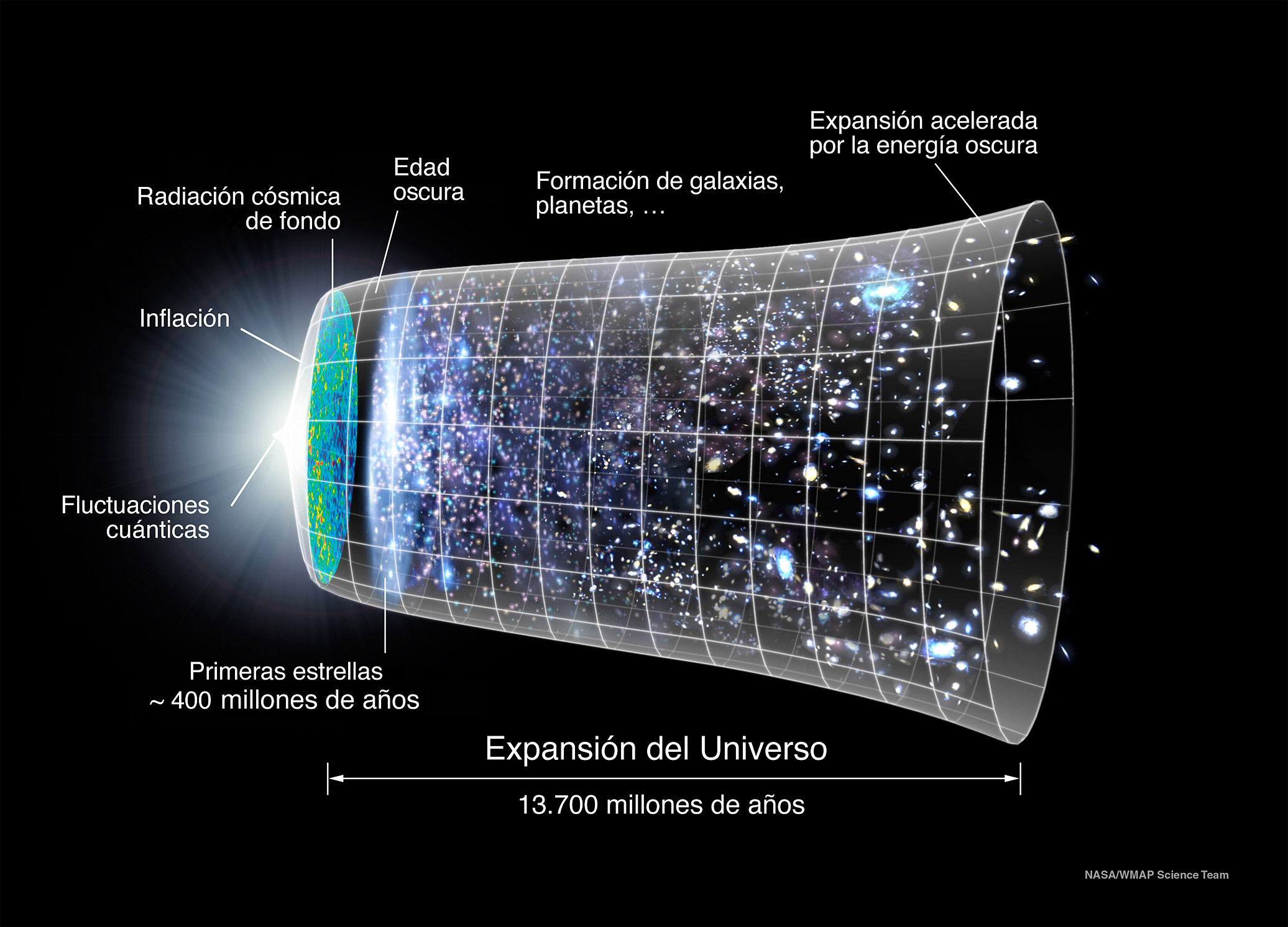
Línea del tiempo de la evolución del universo.

De acuerdo con la teoría del Big Bang, hace aproximadamente 13.8 mil millones de años el universo recién creado era de un estado de extremo calor y densidad, que se expandió rápidamente. Pasados 380 mil años, el universo se volvió lo suficientemente frío para permitir combinarse a los protones y electrones, fase conocida como época de recombinación. La materia y la energía se separaron, posibilitando a los fotones viajar libremente por el universo en expansión. La materia que quedó después de la expansión inicial sufrió un colapso gravitacional para crear estrellas, galaxias y objetos astronómicos, dejando un vacío conocido como espacio exterior.
La forma actual del universo se ha determinado a partir de mediciones de la radiación de fondo de microondas utilizando satélites como la sonda WMAP. Estas observaciones indican que la geometría espacial del universo observable es «plana», lo que significa que los fotones en trayectos paralelos en un punto permanecen paralelos mientras viajan a través del espacio hasta el límite del universo observable, a excepción de la gravedad local. El universo plano, combinado con la densidad de masa medida del universo y la expansión acelerada del universo, indica que el espacio tiene una energía de vacío distinta de cero, que se llama energía oscura.
Las estimaciones de la densidad de energía promedio del universo actual son de 5,9 protones por metro cúbico, en la que se incluyen la energía oscura, la materia oscura y la materia bariónica. Los átomos representan solo el 4,6 % de la densidad total de energía. Sin embargo, la densidad del universo no es uniforme, pues se pueden encontrar zonas de alta densidad en galaxias, planetas y agujeros negros, en contraste con una baja densidad en zonas con grandes vacíos.

## Entorno

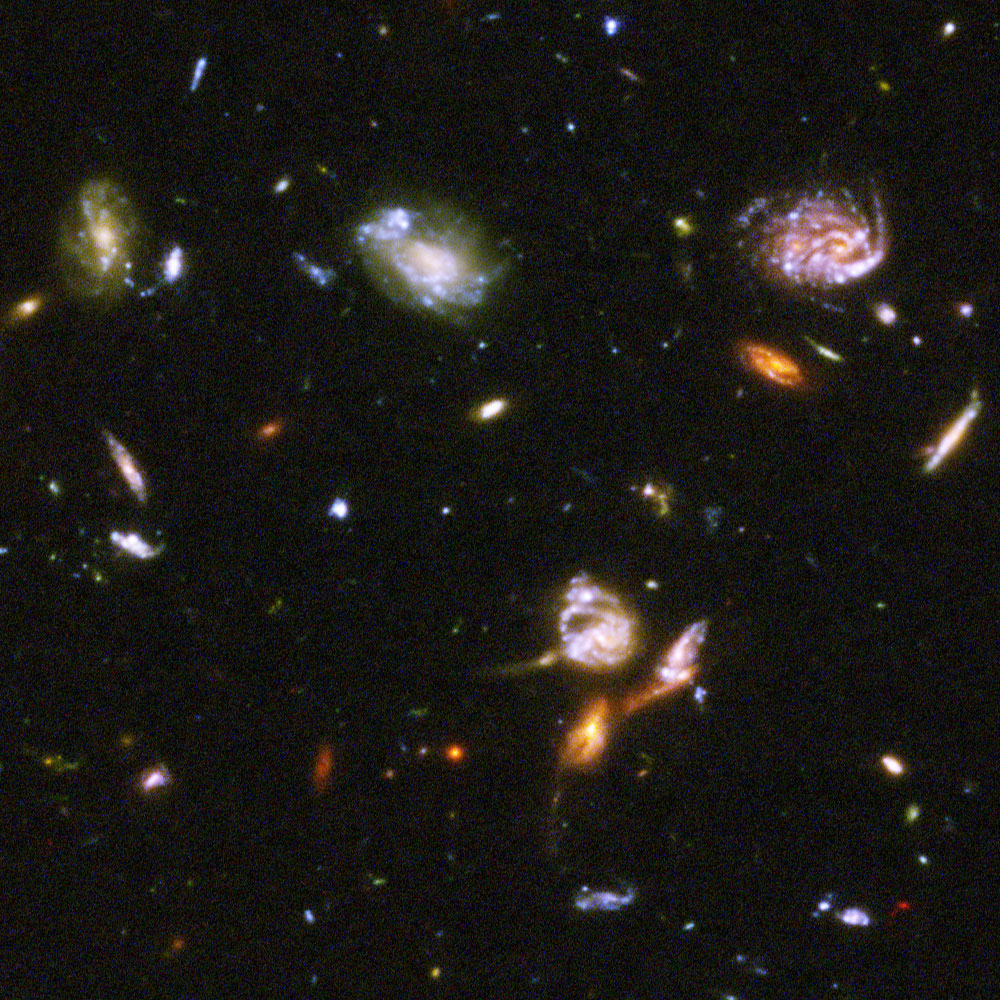
El campo ultraprofundo del Hubble, cuya luz fue emitida hace 13 000 millones de años.

En el espacio exterior, las estrellas, planetas y otros cuerpos celestes no se someten a ninguna fricción, por lo que pueden moverse libremente en sus órbitas. Sin embargo, el supuesto vacío del espacio no lo es del todo, ya que contiene algunos átomos de hidrógeno por metro cúbico. La baja densidad de materia en el espacio sideral significa que la radiación electromagnética puede recorrer grandes distancias sin dispersarse: la trayectoria libre media de un fotón en el espacio es de aproximadamente 10^23 km o 10 billones de años luz.
Las estrellas, los planetas y otros objetos celestes retienen sus atmósferas por atracción gravitacional. Estas no tienen un límite superior definido: la densidad del gas atmosférico disminuye de forma gradual con la distancia hasta que se vuelve indistinguible del espacio exterior. La presión atmosférica de la Tierra cae a aproximadamente 0,032 Pa a 100 kilómetros de altitud.
La temperatura del espacio sidéreo se mide en términos de la actividad cinética del gas, como lo es en la Tierra. Sin embargo, la radiación del espacio exterior tiene una temperatura diferente a la temperatura cinética del gas, lo que significa que el gas y la radiación no están en equilibrio termodinámico. La temperatura del gas en el espacio exterior siempre es al menos la temperatura de la radiación de fondo de microondas, pero pueden ser mucho más altas. Por ejemplo, la corona del Sol alcanza temperaturas por encima de entre 1.2 y 2.6 millones de K.
A pesar del entorno hostil, existen varias formas de vida que pueden soportar condiciones espaciales extremas durante largos períodos. Las especies de líquenes usadas en la instalación BIOPAN de la ESA sobrevivieron a la exposición durante diez días en el año 2007. Las semillas de Arabidopsis thaliana y Nicotiana tabacum germinaron tras estar expuestas al espacio durante 1,5 años. Una cepa de Bacillus subtilis sobrevivió 559 días expuesta a una órbita terrestre baja o a un ambiente marciano simulado.

### Exposición en humanos

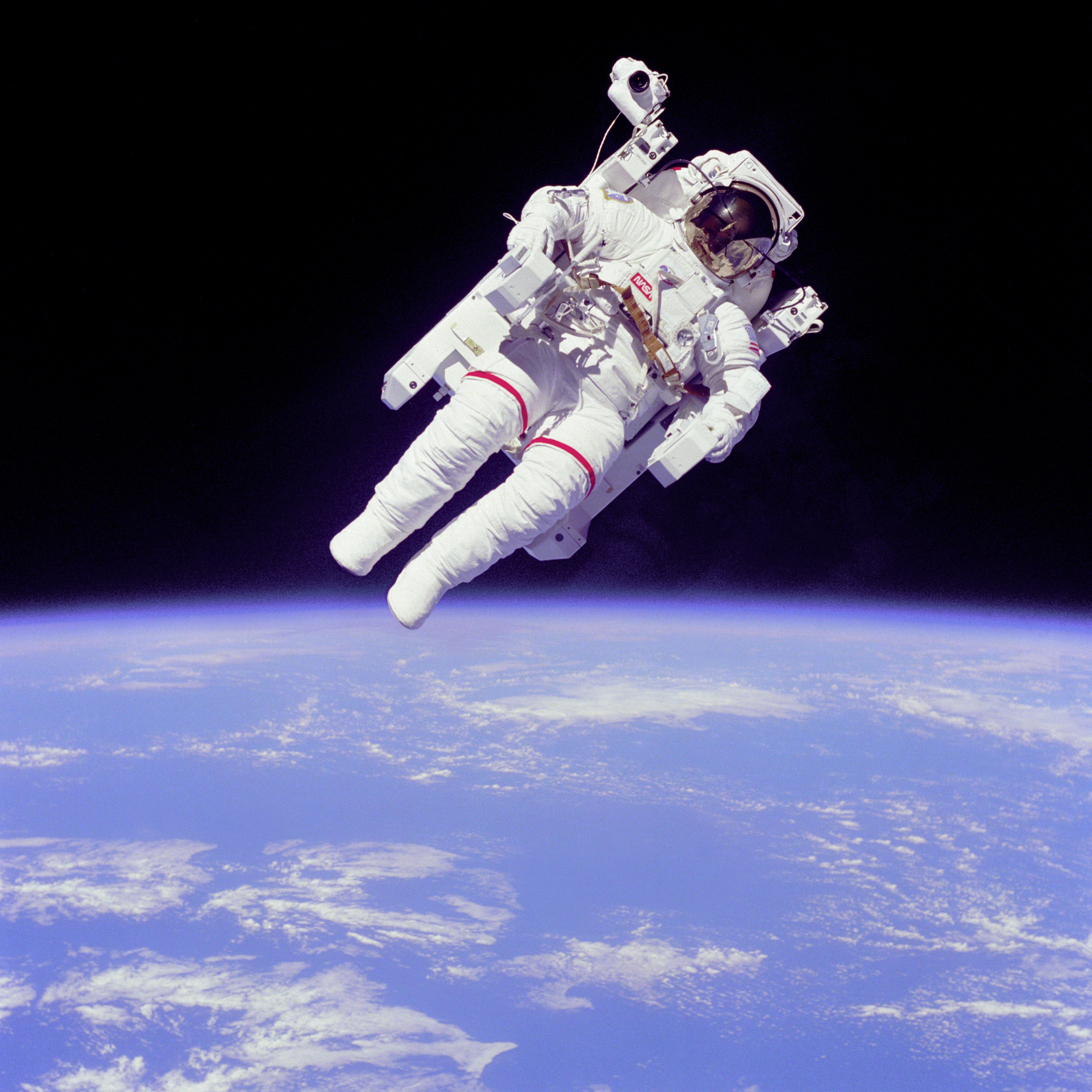
El traje espacial de los astronautas los protege de la presión y la radiación.

El cuerpo humano es vulnerable a condiciones de altitud en la atmósfera terrestre. La altitud en la que la presión atmosférica coincide con la presión del vapor de agua se denomina línea de Armstrong, en honor al médico estadounidense Harry G. Armstrong. Se ubica a una altitud de 19.14 km. Por encima de la línea, se evaporan los fluidos en la garganta y los pulmones, la saliva y las lágrimas . Para protección y supervivencia se requiere un traje o cápsula presurizada.
Una vez en el espacio, la exposición repentina sin protección a muy baja presióna puede causar barotrauma pulmonar, una ruptura de los pulmones, a causa de la diferencia de presión entre el interior y el exterior del pecho. Una descompresión rápida puede romper los tímpanos y los senos paranasales; los hematomas y la filtración de sangre pueden ocurrir en los tejidos blandos y el choque puede causar un aumento en el consumo de oxígeno que causaría una hipoxia.
Como consecuencia de la descompresión rápida, el oxígeno disuelto en la sangre desemboca en los pulmones para tratar de igualar la presión parcial. Una vez que la sangre desoxigenada llega al cerebro, en varios segundos se pierde la conciencia y se muere de hipoxia tras varios minutos. La sangre y otros fluidos corporales hierven cuando la presión cae por debajo de 6.3 kPa, condición llamada ebullismo. El vapor puede hinchar el cuerpo al doble de su tamaño normal, pero el ebullismo se ve frenado por la contención de presión de los vasos sanguíneos, por lo que la sangre permanece líquida.
La hinchazón y el ebullismo se pueden reducir usando un traje de presión. El traje de protección de altura de la tripulación (CAPS en inglés) es una prenda elástica diseñada en 1960 para los astronautas, que evita el ebullismo a presiones de 2 kPa. Se necesita oxígeno suplementario a 8 km para respirar y evitar la pérdida de agua. La mayoría de los trajes espaciales usan alrededor de 30-39 kPa de oxígeno puro, similar a la cantidad en la superficie de la Tierra. Esta presión es suficiente para evitar el ebullismo, pero la evaporación del nitrógeno disuelto en la sangre puede causar la enfermedad de descompresión.
Los seres humanos están acostumbrados a la gravedad de la Tierra y la exposición a la ingravidez tiene efectos nocivos en la salud. Más del 50% de los astronautas experimentan mareo espacial, causando náuseas y vómitos, vértigo, dolores de cabeza, letargo y malestar general. La duración de la enfermedad espacial varía, tiene una duración aproximada de uno a tres días, luego de los cuales el cuerpo se ajusta al nuevo entorno. La exposición a la ingravidez a largo plazo produce atrofia muscular y deterioro del esqueleto u osteopenia en el vuelo espacial. Estos efectos se pueden minimizar con intensivos ejercicios que son obligatorios en el entrenamiento de los astronautas.
Para viajes espaciales de larga duración, la radiación representa un grave peligro para la salud. La exposición a rayos cósmicos ionizantes de alta energía puede provocar fatiga, náuseas, vómitos, daños en el sistema inmune y cambios en el recuento de glóbulos blancos. Durante períodos más largos existe un riesgo potencial de cáncer, daño ocular, del sistema nervioso, los pulmones y el tracto gastrointestinal. En una misión a Marte de ida y vuelta de tres años de duración, una gran fracción de las células del cuerpo de un astronauta sería atravesada y dañada por la radiación. Afortunadamente, la energía de tales partículas disminuye por el blindaje de las paredes de una nave espacial y otras barreras. Sin embargo, el impacto de los rayos cósmicos sobre el blindaje produce radiación adicional que puede afectar a la tripulación.

### Límite de la Tierra
No hay un límite claro entre la atmósfera terrestre y el espacio exterior, ya que la densidad de la atmósfera decrece gradualmente a medida que la altitud aumenta. No obstante, la Federación Aeronáutica Internacional ha establecido la línea de Kármán a una altitud de 100 kilómetros como una definición de trabajo para el límite entre la atmósfera y el espacio. Esto se usa porque, como Theodore von Kármán calculó, por encima de una altitud de unos 100 km un vehículo típico tendría que viajar más rápido que la velocidad orbital para poder obtener suficiente sustentación aerodinámica para sostenerse él mismo. Estados Unidos designa a la gente que viaja por encima de una altitud de 80 km como astronautas. Durante la reentrada atmosférica, la altitud de 120 km marca el límite donde la resistencia atmosférica se convierte en perceptible.

### Sistema solar

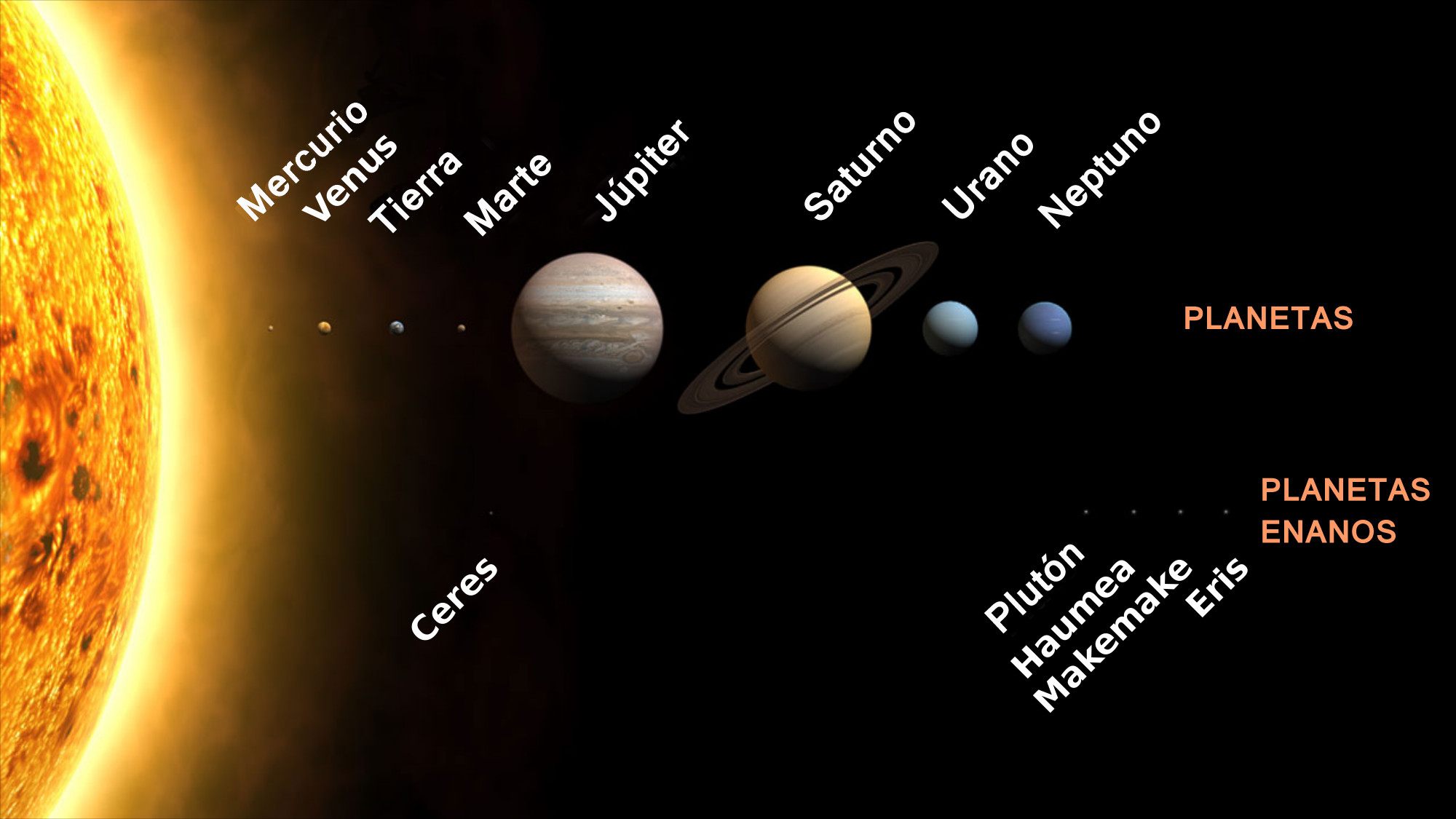
El Sol y los planetas del sistema solar.

El espacio exterior dentro del sistema solar  es llamado espacio interplanetario, que se convierte en espacio interestelar en la heliopausa. El vacío del espacio exterior no es realmente vacío; está poblado en parte con varias docenas de tipos de moléculas orgánicas descubiertas mediante espectroscopia de microondas. Según la teoría del Big Bang, la radiación de los cuerpos negros de 2,7 K de temperatura quedó como resultado de la gran «explosión» y el origen del universo llena el espacio, así como los rayos cósmicos, que incluyen núcleos atómicos ionizados y varias partículas subatómicas.
La ausencia de aire convierte al espacio en lugares ideales para la astronomía en todas las longitudes de onda del espectro electromagnético. Las imágenes y otros datos de vehículos espaciales no tripulados han proporcionado información sobre los planetas, asteroides y cometas en nuestro sistema solar.

### Satélites
Hay muchos satélites artificiales orbitando la Tierra, incluyendo satélites de comunicaciones geosíncronos a 35 786 km sobre el nivel del mar sobre el ecuador. Sus órbitas nunca se «deterioran» porque casi no hay materia allí para ejercer arrastre por fricción. Hay también una creciente dependencia de satélites que permiten el sistema de posicionamiento global (GPS), para usos militares y civiles. Una idea equivocada común es que la gente en órbita está fuera de la gravedad de la Tierra porque están «flotando», pero flotan porque están en caída libre: la fuerza de la gravedad y su velocidad lineal crean una fuerza centrípeta interior que no les permite volar fuera, hacia el espacio. La gravedad de la Tierra alcanza más allá del cinturón de Van Allen y mantiene la Luna en órbita a una media de 384 403 km. La gravedad de todos los cuerpos celestes tiende a cero con la inversa del cuadrado de la distancia.

## Regiones del espacio

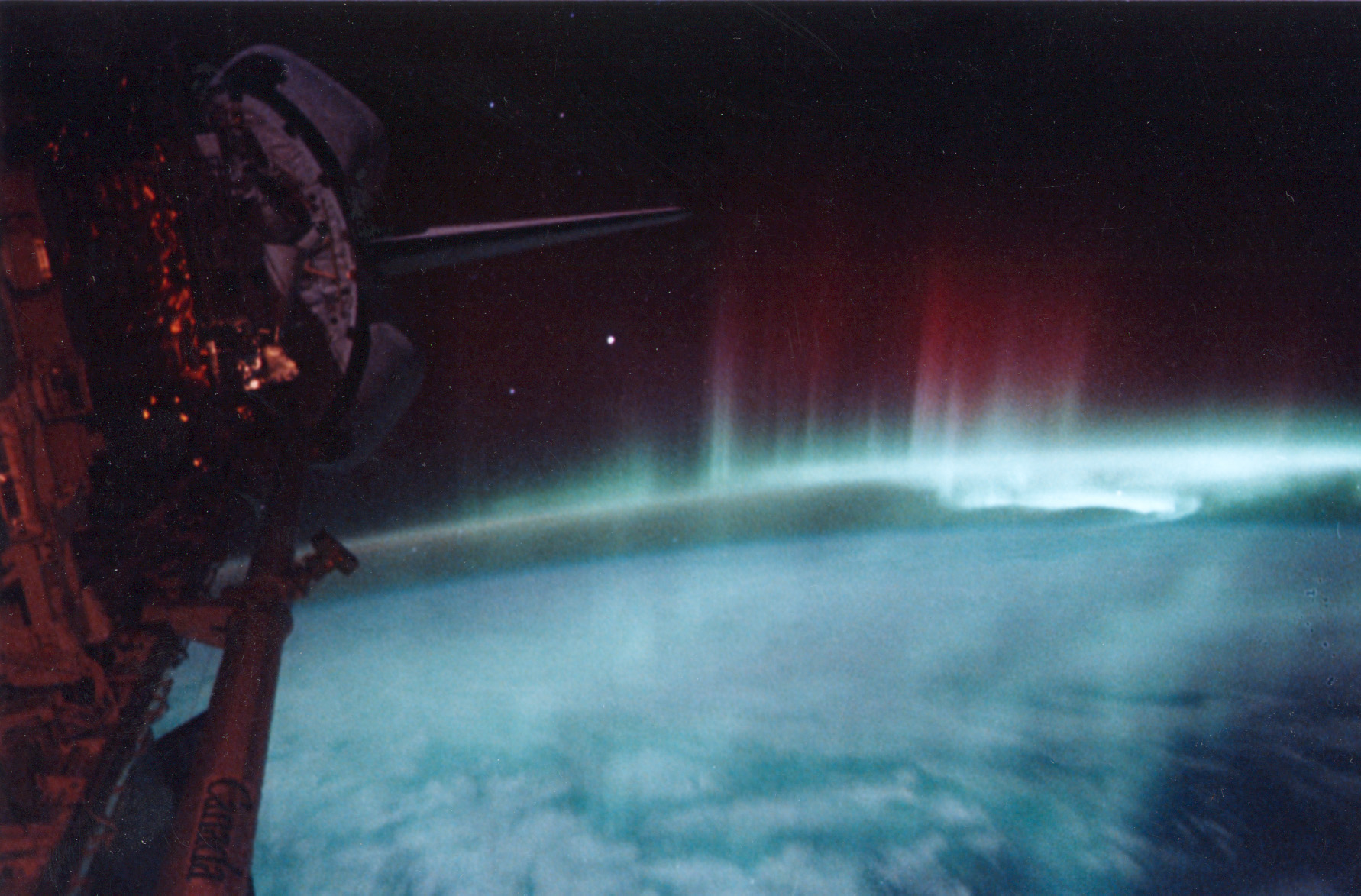
Una aurora captada por el transbordador espacial Discovery en 1991.

Las diferentes regiones del espacio están definidas por las diversas atmósferas que dominan dentro de ellos, y se extienden sin un límite definido. El espacio geoespacial se extiende desde la atmósfera de la Tierra hasta los confines del campo magnético, con lo cual da paso al viento solar del espacio interplanetario. El espacio interplanetario se extiende hasta la heliopausa, con lo cual el viento solar da paso a los vientos del medio interestelar. El espacio interestelar continúa hasta los bordes de la galaxia, donde se desvanece en el vacío intergaláctico.

### Geoespacio
El geoespacio está poblado por partículas con carga eléctrica y densidades muy bajas, cuyos movimientos son controlados por el campo magnético de la Tierra. Las tormentas geomagnéticas pueden perturbar a los cinturones de radiación y la ionosfera. Estas tormentas aumentan los flujos de electrones energéticos que pueden dañar permanentemente componentes electrónicos de satélites, interfiriendo con la comunicación por radio de onda corta y los sistemas GPS. Las tormentas magnéticas también pueden ser un peligro para los astronautas, incluso en órbita terrestre baja. También crean auroras en latitudes altas. Considerados parte espacio exterior, los primeros cientos de kilómetros por encima de la línea de Kármán son suficientes producir un arrastre en los satélites. Esta región contiene material residual de lanzamientos tripulados y no tripulados, peligrosos para las naves espaciales. Algunos de estos escombros vuelven a entrar en la atmósfera de la Tierra de vez en cuando.

### Espacio lunar
La gravedad de la Tierra mantiene a la Luna en órbita en promedio a 384.403 km de distancia. La región fuera de la atmósfera terrestre, extendida más allá de la órbita de la Luna, incluidos los puntos de Lagrange, es llamada: espacio cislunar. La región donde la gravedad de la Tierra influye actúa contra las perturbaciones gravitacionales del Sol se denomina esfera de Hill. Se extiende a casi el 1 % de la distancia media entre la Tierra y el Sol.

### Medio interplanetario

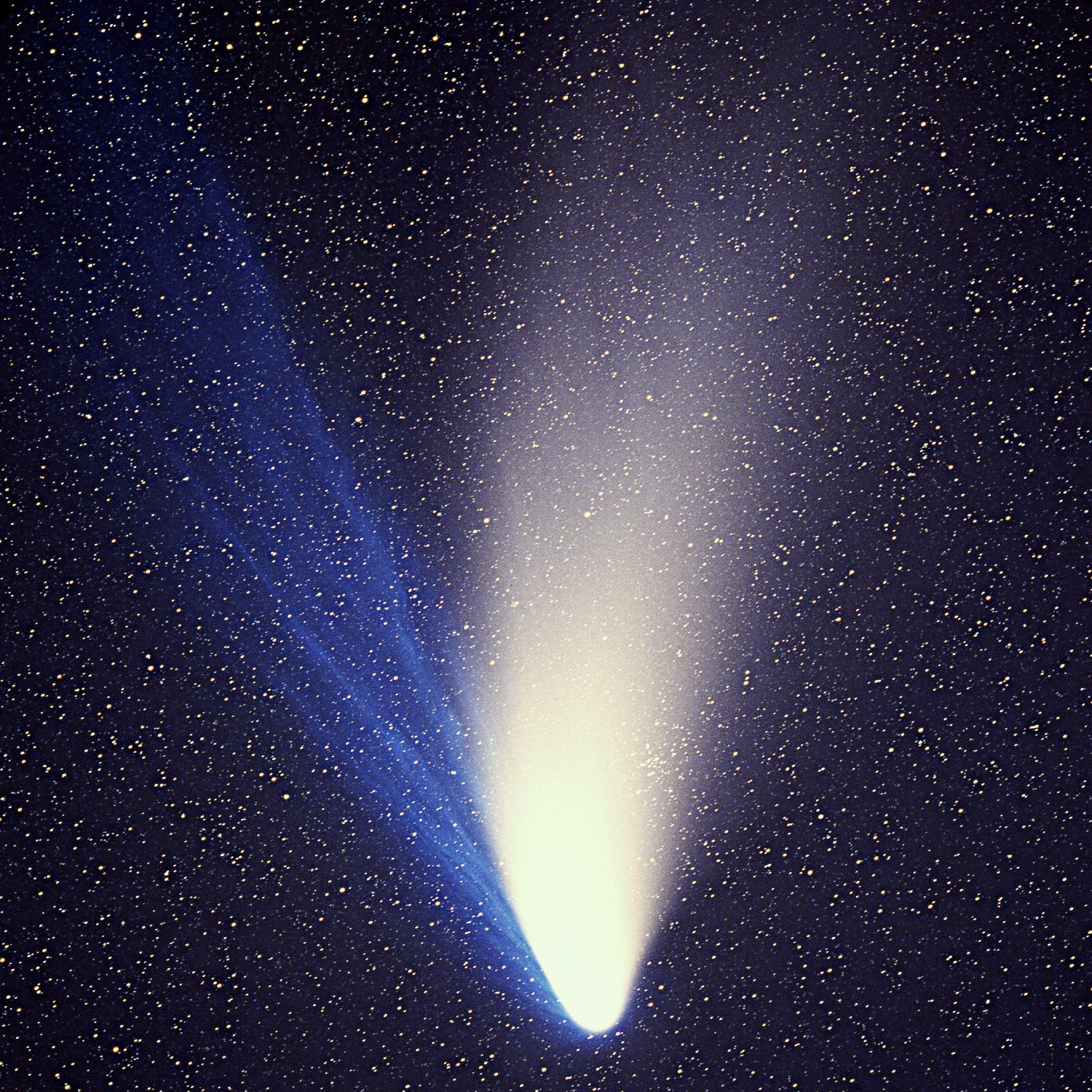
El plasma (azul) y el polvo (blanco) de la cola del cometa Hale-Bopp es separado por la radiación solar y el viento solar, respectivamente.

En el espacio interplanetario domina el viento solar, una corriente de partículas cargadas que provienen del Sol y crean una atmósfera llamada heliosfera, que ocupa billones de kilómetros en el espacio. La densidad de partículas del viento solar es de 5–10 protones/cm3 y se mueve a una velocidad de 350–400 km/s. El espacio interplanetario se extiende hacia la heliopausa, donde los vientos provenientes del espacio interestelar dominan sobre el campo magnético y el flujo de partículas del Sol. La distancia y fuerza de la heliopausa son variables, dependen del nivel de actividad del viento solar.
El volumen del espacio interplanetario es un vacío casi total, con una trayectoria libre media de aproximadamente una unidad astronómica en la distancia orbital de la Tierra. El espacio interplanetario no está vacío, contiene cantidades medianas de rayos cósmicos, que incluyen núcleos atómicos ionizados y partículas subatómicas. Existe también gas, plasma y polvo, meteoritos y varios tipos de moléculas orgánicas descubiertas hasta la fecha por espectroscopía de microondas. Una nube de polvo interplanetario es visible en la noche como una banda débil llamada: «luz zodiacal».
Además del campo magnético del Sol, existe magnetósferas generadas por planetas como Júpiter, Saturno, Mercurio y la Tierra que tienen sus propios campos magnéticos. Están moldeadas por la influencia del viento solar, en forma de lágrima con la cola extendida hacia atrás del cuerpo celeste. Estos campos magnéticos atrapan partículas del viento solar, creando cinturones de partículas cargadas como el cinturón de radiación de Van Allen. Planetas sin campos magnéticos como Marte, tienen sus atmósferas erosionadas a causa del viento solar.

### Medio interestelar

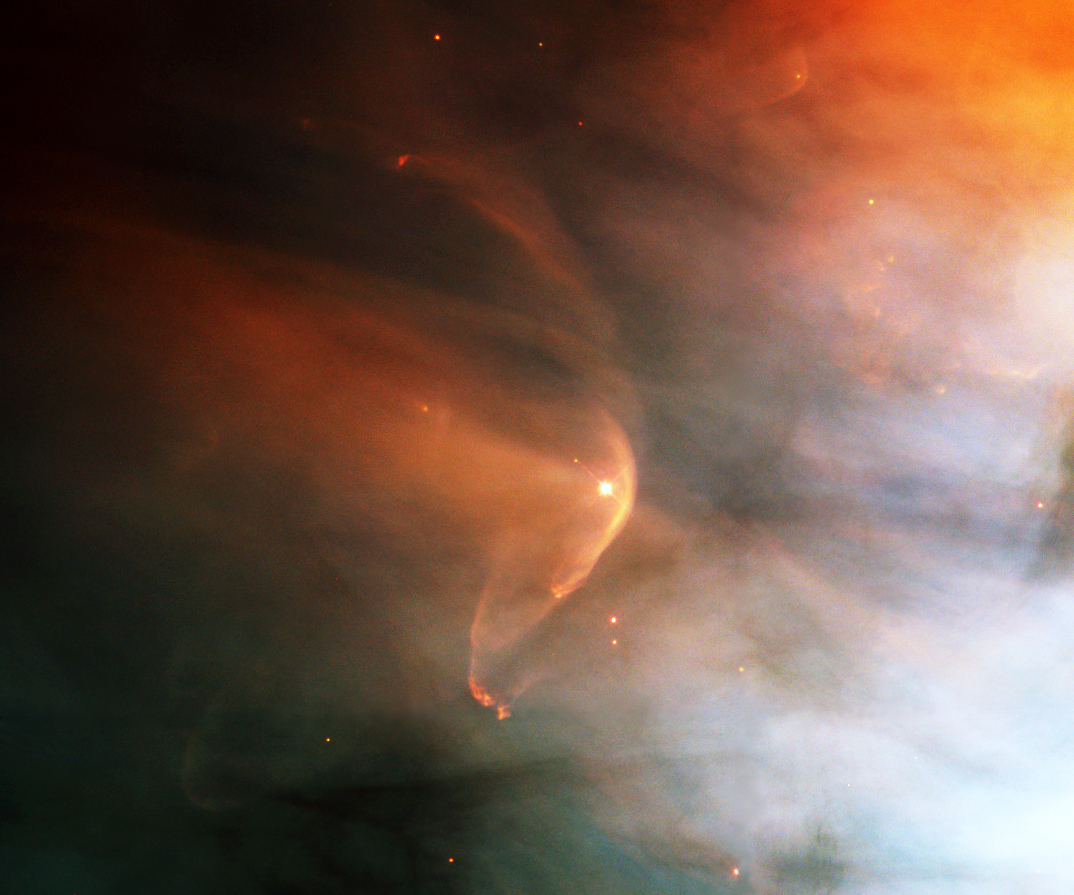
Arco de choque formado por la magnetosfera de una joven estrella, al colisionar con la nebulosa de Orión.

El espacio interestelar es el espacio físico dentro de una galaxia. Aproximadamente el 70 % de la masa del medio interestelar consiste en rayos cósmicos, campos magnéticos y átomos de hidrógeno solitarios; la mayor parte del resto consiste en átomos de helio. Además de lo mencionado anteriormente, el medio interestelar contiene trazas de átomos más pesados, formados por la nucleosíntesis estelar. Los átomos son expulsados por vientos estelares o cuando las estrellas se desprenden de su envoltura, proceso que atraviesan las estrellas para la formación de una nebulosa planetaria.
Las explosiones de las supernovas generan ondas de choque que expulsan material hacia el medio, añadiendo más materia. La densidad de esta materia varía, en promedio existen alrededor de 106 partículas por metro cúbico. En las nubes moleculares frías la cantidad sube a alrededor de 108  o 1012  partículas por metro cúbico.
La cantidad de moléculas descubiertas a través de la radioastronomía aumenta cada año. Grandes regiones de materia de alta densidad, llamadas nubes moleculares, permiten que ocurran reacciones químicas, como la formación de especies poliatómicas orgánicas. Gran parte de esta química es impulsada por colisiones. Los rayos cósmicos energéticos penetran en las frías y densas nubes e ionizan el hidrógeno y el helio, creando el catión trihidrógeno. Un átomo de helio ionizado puede dividir el monóxido de carbono para producir carbono ionizado, que provoca reacciones químicas orgánicas.
El medio interestelar local es la región del espacio dentro de 100 pc del Sol. Esta región forma una cavidad en el brazo de Orión de la galaxia de la Vía Láctea, se conoce como burbuja local, caracterizada por la falta de nubes densas y frías. Contiene alrededor de 104 -105  estrellas y el gas interestelar local contrarresta las astrosferas que las rodean. La burbuja local contiene docenas de nubes interestelares cálidas con temperaturas de 7,000 K y un radio de 0,5 a 5 pc. Cuando las estrellas se mueven a velocidades lo bastante altas, sus astrosferas pueden generar arcos de choque, desviando el viento solar. Por varias décadas se pensó que el Sol tenía un arco de choque, pero en 2012 el satélite Explorador de la Frontera Interestelar demostró que no existe.

### Espacio intergaláctico

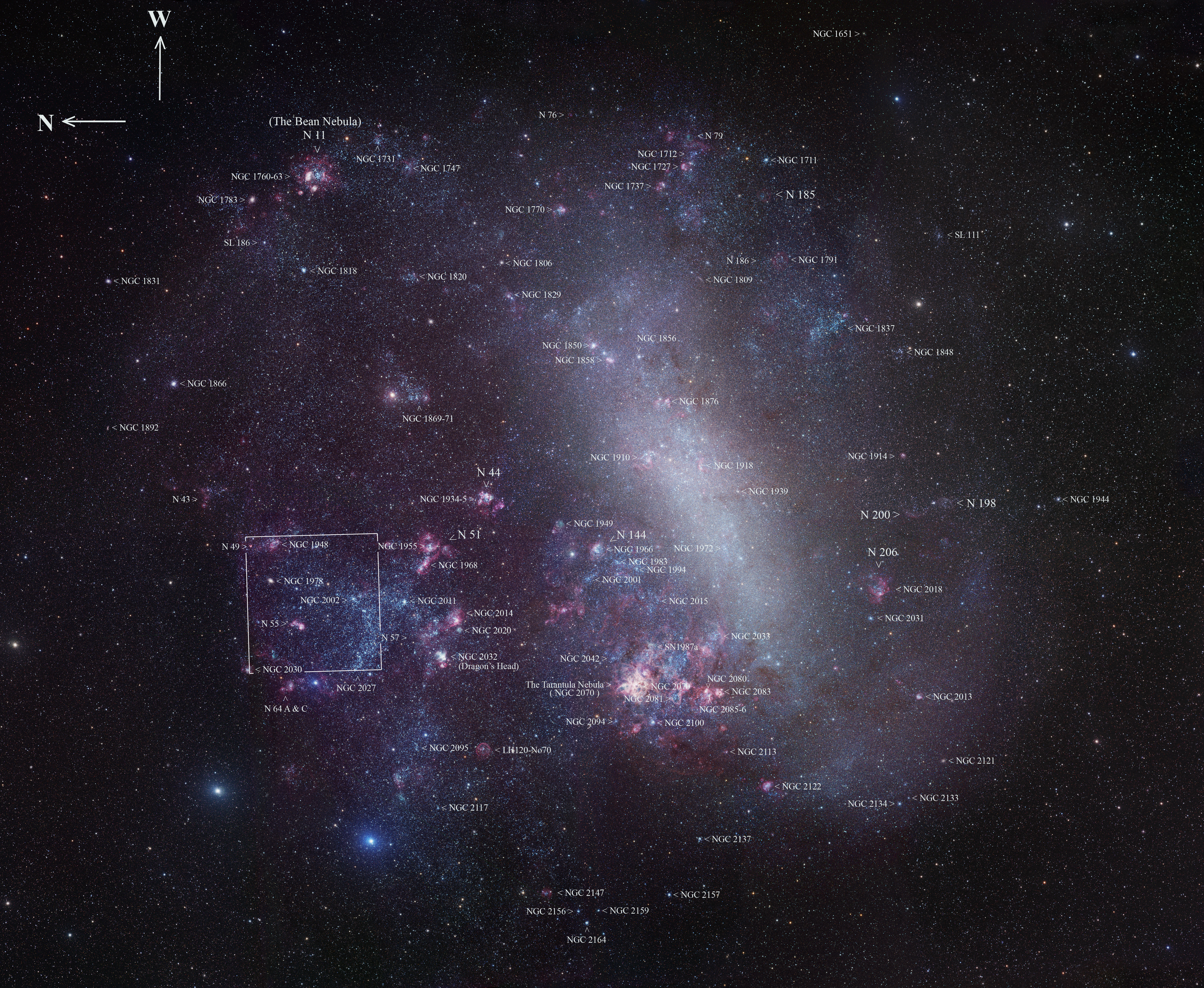
La Gran Nube de Magallanes, una galaxia satélite de la Vía Láctea.

El espacio intergaláctico es el espacio físico entre las galaxias. Los estudios sobre la distribución a gran escala de las galaxias indican que el Universo tiene una estructura parecida a una esponja, con agrupaciones de cúmulos y galaxias que se extienden a lo largo de los filamentos que ocupan casi una décima parte del espacio total.
El resto se compone de grandes vacíos entre las galaxias. El vacío abarca una distancia de (10–40) h-1 Mpc (megapársec), donde h es la constante de Hubble en unidades de 100 km s-1 Mpc-1. El filamento galáctico se compone de estructuras largas y delgadas de galaxias densas, a esa estructura se le llama medio intergaláctico. Es 5 a 200 veces más densa que la densidad media del Universo. Su compuesto principal es hidrógeno ionizado, un plasma con igual número de electrones y protones. Los gases en el medio se calientan a temperaturas de entre 105 y 107 K. Simulaciones por computadora y varias observaciones han indicado que la mitad de la materia atómica del universo se presenta en un estado caliente y enrarecido.

## Exploración espacial y aplicaciones

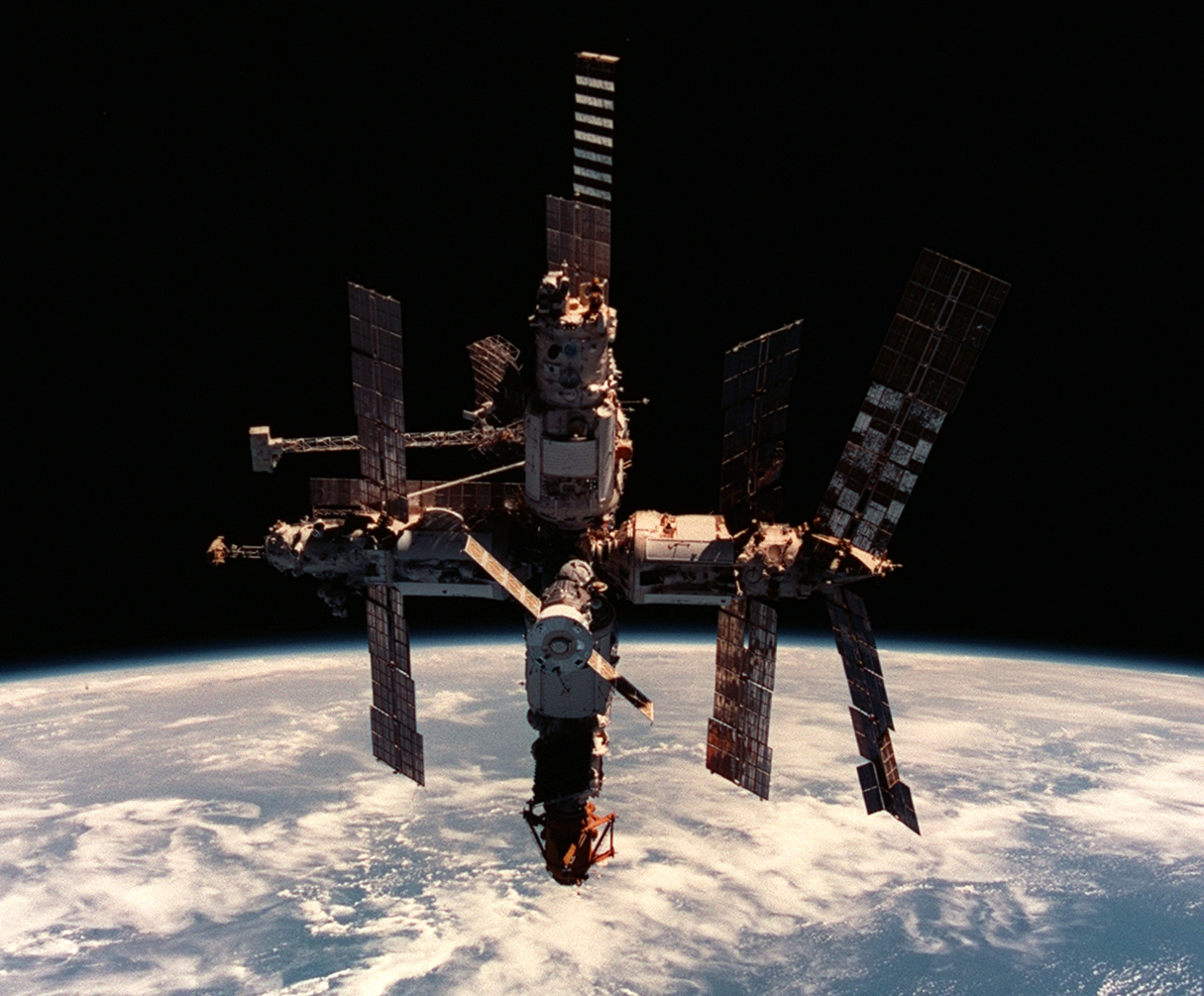
La Estación espacial rusa Mir en 1998.

En la historia de la humanidad, la observación del espacio fue hecha por muchos siglos a simple vista, más adelante con telescopios y antes de la llegada de los cohetes, los humanos llegaron a relativa gran altura con globos tripulados. En el año 1935 el globo Explorer II, de Estados Unidos, alcanzó una altitud de 22 km. En 1942 el cohete alemán A-4 alcanzó los 80 km de altitud y en 1957 el cohete ruso R-7 llegó a una altitud de entre 215 y 939 km. El primer vuelo espacial tripulado fue hecho en el año 1961, con el cosmonauta Yuri Gagarin a bordo del Vostok 1, mientras que los primeros humanos en dejar la órbita terrestre fueron Frank Borman, Jim Lovell y William Anders en 1968, a bordo del Apolo 8.
La primera nave espacial en sobrevolar la Luna fue la nave soviética Mechta, lo hizo en el año 1959. En 1961 la sonda planetaria Venera 1 reveló la presencia del viento solar y sobrevoló al planeta Venus. El primer vuelo sobre el planeta Marte fue hecho por la sonda Mariner 4 en 1964, desde entonces se comenzó a explorar cada uno de los planetas del sistema solar con naves no tripuladas. En agosto de 2012 la sonda espacial Voyager 1 se convirtió en la primera en abandonar el sistema solar y adentrarse al espacio interestelar.

### Estatus legal

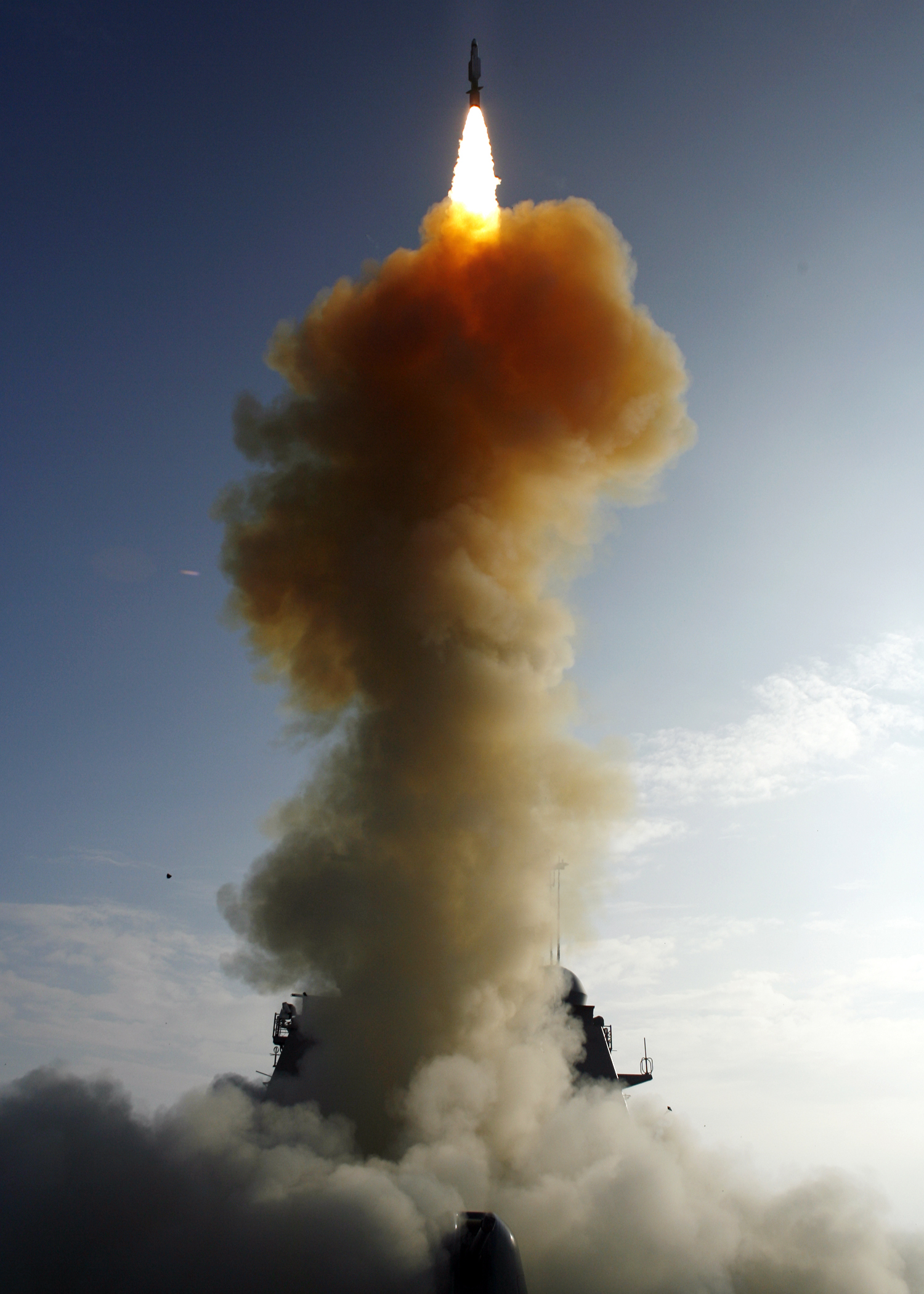
Un misil lanzado para destruir satélites.

El tratado del espacio exterior cubre el uso legal del espacio por los estados, e incluye en su definición la Luna y otros cuerpos celestes. El tratado establece que el espacio exterior es gratuito para que todas las naciones lo exploren y no está sujeto a reclamos de soberanía nacional. Prohíbe el despliegue de armas nucleares. El tratado fue aprobado por la Asamblea General de las Naciones Unidas en 1963 y firmado en 1967 por la Unión Soviética, Estados Unidos y el Reino Unido. A partir de 2017, 105 países han ratificado o se han adherido al tratado.
En protesta al Tratado sobre el espacio ultraterrestre los Estados de Brasil, Colombia, Ecuador, Indonesia, Kenia, Uganda y Zaire suscribieron la Declaración de Bogotá, sosteniendo que el espacio encima de sus territorios situados sobre la línea del ecuador debería sería considerado un recurso natural, y por lo tanto debe ser administrado por cada Estado ecuatorial, teniendo ellos el control de las órbitas geoestacionarias.
Desde 1958, el espacio ha sido objeto de múltiples resoluciones de las Naciones Unidas. Estas resoluciones abogan por la cooperación internacional en los usos pacíficos del espacio exterior y la prevención de uso militar. Sin embargo, no está prohibido el despliegue de armas convencionales en el espacio, como armas contra satélites que han sido probadas con éxito por los Estados Unidos, Rusia y China.

## Variación de presión
Trasladarse desde el nivel del mar hasta el espacio exterior produce una diferencia de presión de unos 103 410 Pa (15 libras por pulgada cuadrada ), equivalente a salir a la superficie desde una profundidad bajo el agua de unos 10 metros.

## Hitos en el camino hacia el espacio
- Nivel del mar: 100 kPa (1 atm; 1 bar; 760 mm Hg) de presión atmosférica.
- 4,6 km: la Administración Federal de Aviación de Estados Unidos exige oxígeno suplementario para los pilotos y pasajeros de aviones.
- 5,0 km: 50 kPa de presión atmosférica.
- 5,3 km: hay media atmósfera de la Tierra por encima de esta altitud.
- 8,0 km: zona de la muerte para los escaladores humanos.
- 8,8 km: cima del monte Everest, la montaña más alta de la Tierra (26 kPa).
- 16 km: Cabina presurizada o traje presurizado requeridos.
- 18 km: Límite entre la troposfera y la estratosfera.
- 20 km: agua a temperatura ambiente hierve sin un recipiente presurizado. La noción popular de que los fluidos del cuerpo comenzarían a hervir en este punto es falsa porque el cuerpo genera suficiente presión interna para evitarlo.
- 24 km: los sistemas normales de presurización de los aviones ya no funcionan.
- 32 km: los turborreactores ya no funcionan.
- 39,1 km: vuelo de globo aerostático tripulado (Felix Baumgartner).

41,125 vuelo de  globo aerostático  tripulado más alto ( alan eustace )
- 45 km: los estatorreactores ya no funcionan.
- 50 km: límite entre la estratosfera y la mesosfera
- 80 km: límite entre la mesosfera y la termosfera. Definición estadounidense de vuelo espacial.
- 100 km: línea Karman, define el límite del espacio exterior según la Federación Aeronáutica Internacional. Superficies aerodinámicas ineficaces debido a la baja densidad atmosférica. La velocidad de ascenso generalmente supera a la velocidad orbital. Turbopausa.
- 120 km: primera resistencia atmosférica perceptible durante la reentrada desde la órbita.
- 120 km: órbita más baja posible con estabilidad a corto plazo (estable durante pocos días).
- 307 km: órbita de la misión STS-1.
- 350 km: órbita más baja posible con estabilidad a largo plazo (estable durante varios años).
- 360 km: órbita media de la EEI, aunque varía debido a la resistencia atmosférica y a empujes periódicos.
- 390 km: órbita de la estación Mir.
- 440 km: órbita de la estación Skylab.
- 587 km: órbita de la misión STS-103 y del HST.
- 690 km: límite entre la termosfera y la exosfera.
- 780 km: órbita de los satélites Iridium.
- 20 200 km: órbita de los satélites del sistema GPS.
- 35 786 km: altura de la órbita geoestacionaria.
- 326 454 km: la gravedad lunar supera a la de la Tierra en el Apolo 8.
- 363 104 km: perigeo lunar.